# Idaea abnormipennis
Idaea abnormipennis är en fjärilsart som beskrevs av W. Warren 1897. Idaea abnormipennis ingår i släktet Idaea och familjen mätare. Inga underarter finns listade i Catalogue of Life.